# Novomoskovskij
Novomoskovskij, in russo Новомосковский административный округ?, è un distretto amministrativo della città di Mosca, costituito il 1º giugno 2012 a compimento di un programma di ampliamento dei confini amministrativi della città.
Il quartiere Vnukovo, appartenente al distretto occidentale, ne rappresenta un'enclave, essendone completamente circondato.
Il suo territorio comprende i seguenti insediamenti:
- Vnukovskoe (Внуковское)
- Maruškinskoe (Марушкинское)
- Filimonkovskoe (Филимонковское)
- Mosrentgen (Мосрентген)
- Sosenskoe (Сосенское)
- Voskresenskoe (Воскресенское)
- Desënovskoe (Десёновское)
- Rjazanovskoe (Рязановское)
- Kokoškino (Кокошкино)
- Moskovskij (Московский), capoluogo di distretto[3]
- Ščerbinka (Щербинка)